# Těšany
Těšany (německy Tieschan) jsou obec v okrese Brno-venkov v Jihomoravském kraji, na rozhraní Dyjsko-svrateckého úvalu a Ždánického lesa. Žije zde přibližně 1 300 obyvatel.
Jedná se o vinařskou obec ve Velkopavlovické vinařské podoblasti (viniční tratě Vinohrádky-Terasy, Vinohrádky-Famílie, Vinohrádky-Kaple).

## Historie
Obec je poprvé připomínána v roce 1131, ovšem archeologické nálezy z okolí dosvědčují osídlení již před tímto letopočtem. Od roku 1666 patřila obec brněnským dominikánům. Ti vybudovali koncem 17. století jako svoje letní sídlo raně barokní jednoposchoďový zámek obdélného půdorysu. Patřil jim až do zrušení kláštera v roce 1784.
Římskokatolická kaple Panny Marie na nejvyšším bodě východně od obce byla postavena politickými vězni v roce 1946–1947 jako poděkování za šťastný návrat těšanských občanů z koncentračních táborů. Nachází se nad vinohrady asi 2 km od Těšan. V barokní kovárně z 18. století je umístěna expozice kovářství a kolářství, součást Technického muzea v Brně. Na návsi před kovárnou stojí barokní sochy svatého Dominika z roku 1717 a svatého Gotharda z roku 1773. Na návsi se dále nachází Napoleonský kříž z počátku 19. století a pomník T. G. Masaryka z roku 1938. Kostel sv. Barnabáše byl postaven v letech 1897–1906.
Podle příběhu, který se odehrál právě v Těšanech – byť s méně dramatickým koncem – napsali Alois a Vilém Mrštíkovi vesnické drama Maryša. Hra měla premiéru v roce 9. května 1894 v pražském Národním divadle, v Brně pak 27. října 1894. Hrob Marie Turkové – „Maryši“ – se nachází na starém těšanském hřbitově.

## Obyvatelstvo
| Rok            | 1869 | 1880  | 1890  | 1900  | 1910  | 1921  | 1930  | 1950  | 1961  | 1970  | 1980  | 1991  | 2001  | 2011  | 2021  |
| -------------- | ---- | ----- | ----- | ----- | ----- | ----- | ----- | ----- | ----- | ----- | ----- | ----- | ----- | ----- | ----- |
| Počet obyvatel | 975  | 1 020 | 1 123 | 1 114 | 1 139 | 1 284 | 1 302 | 1 183 | 1 272 | 1 173 | 1 179 | 1 148 | 1 130 | 1 231 | 1 260 |
| Počet domů     | 164  | 192   | 202   | 212   | 220   | 226   | 270   | 293   | 300   | 302   | 329   | 383   | 387   | 404   | 417   |

Vývoj počtu obyvatel

## Obecní správa

### Obecní symboly
Znak a vlajka byly obci uděleny rozhodnutím předsedy Poslanecké sněmovny Parlamentu České republiky dne 27. června 2001.

## Spolky
Mezi spolky v Těšanech patří například SDH, Orel, Sokol, Myslivci. Sbor dobrovolných hasičů se skládá ze dvou organizací. Výjezdová jednotka SDH je zřízena obcí: provádí hašení požáru, záchranné práce při živelních pohromách a jiných mimořádných událostech. Technika, vybavení, výstroj a výzbroj je hrazena z rozpočtu obce a Jihomoravského kraje. Sbor dobrovolných hasičů – společenská organizace, si na svoji činnost vydělává pořádáním sportovních a kulturních akcí. Z tohoto výtěžku je podporována činnost dětského družstva a hrazeno vybavení a výstroj. Podporovány jsou také vybavení výjezdové jednotky.
Dále zde působí sportovní a kulturní organizace Orel jednota Těšany, která pořádá nebo spolupořádá kulturní a sportovní akce, například Mariánskou štafetu nebo tradiční Národopisné slavnosti v Těšanech. Pravidelně organizuje např. vánoční koncert, výstavu betlémů či jarní výstavu na těšanské kovárně s názvem "Otloukej se píšťaličko". V rámci Orla Těšany působí dětský oddíl Orlomon.

## Pamětihodnosti
- kostel svatého Barnabáše
- barokní sochy sv. Dominika a sv. Gotharda z roku 1717, resp. 1773
- památník T. G. Masaryka a padlých v první světové válce z roku 1938
- Napoleonský kříž z počátku 19. století
- kovárna v Těšanech ve stylu selského baroka, vybavení z přelomu 19. a 20. století
- zámek Těšany, barokní zámek z konce 17. století, dnes v soukromém vlastnictví[8]
- kaple Panny Marie z roku 1948 na návrší mezi Těšany a Borkovany

## Rodáci
- Václav Chaloupka (* 1948), český žokej

## Galerie

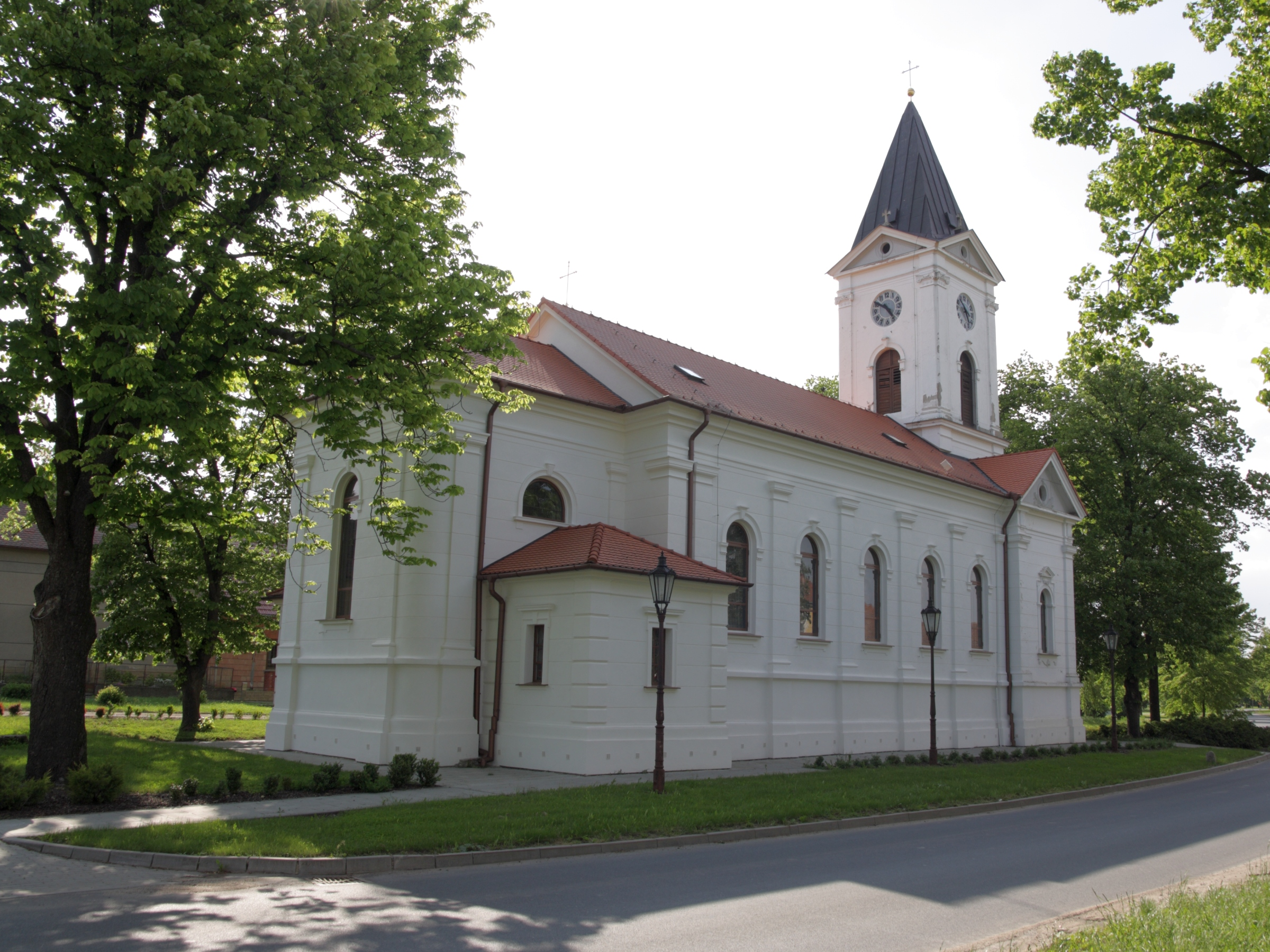
kostel svatého Barnabáše
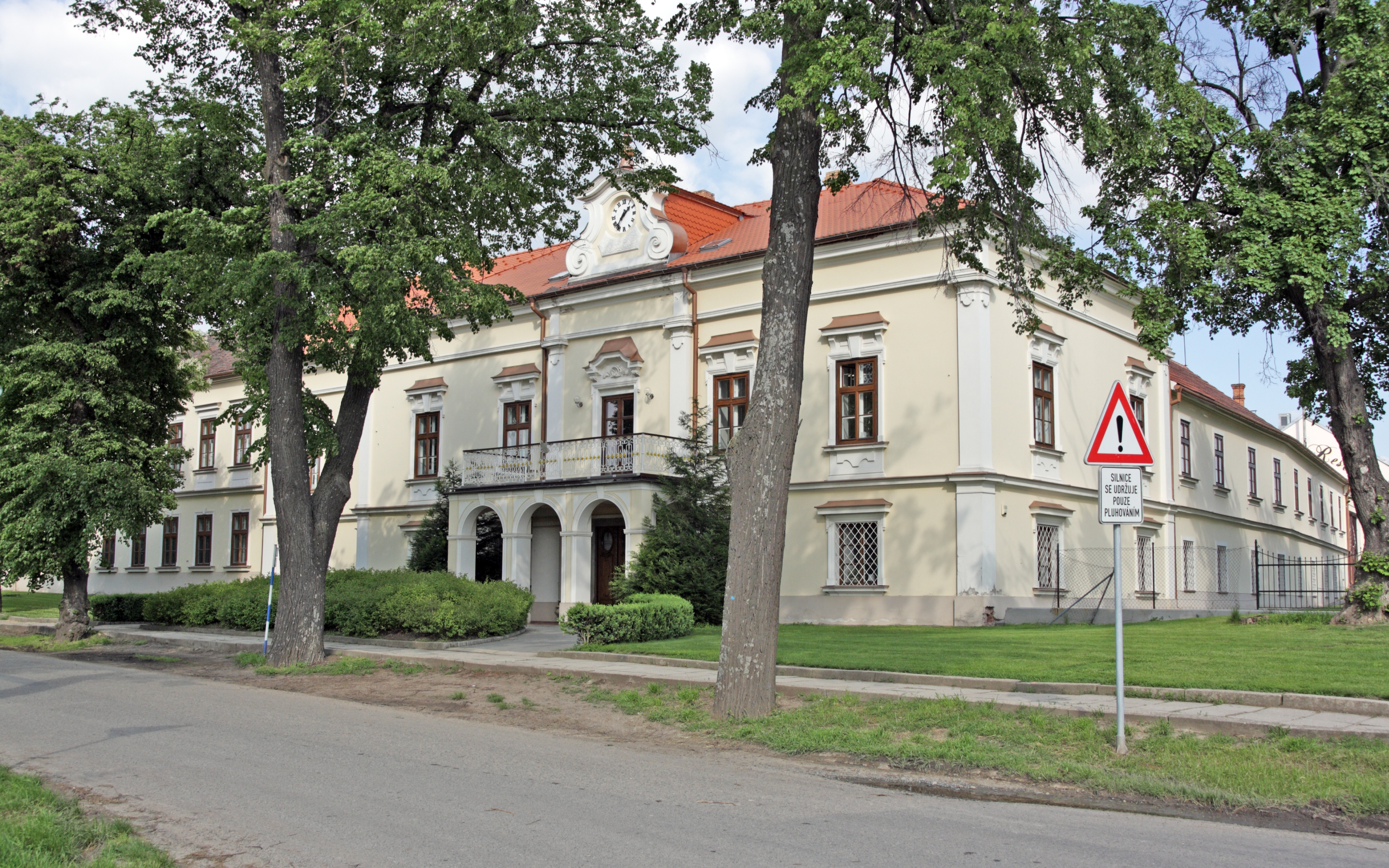
zámek Těšany
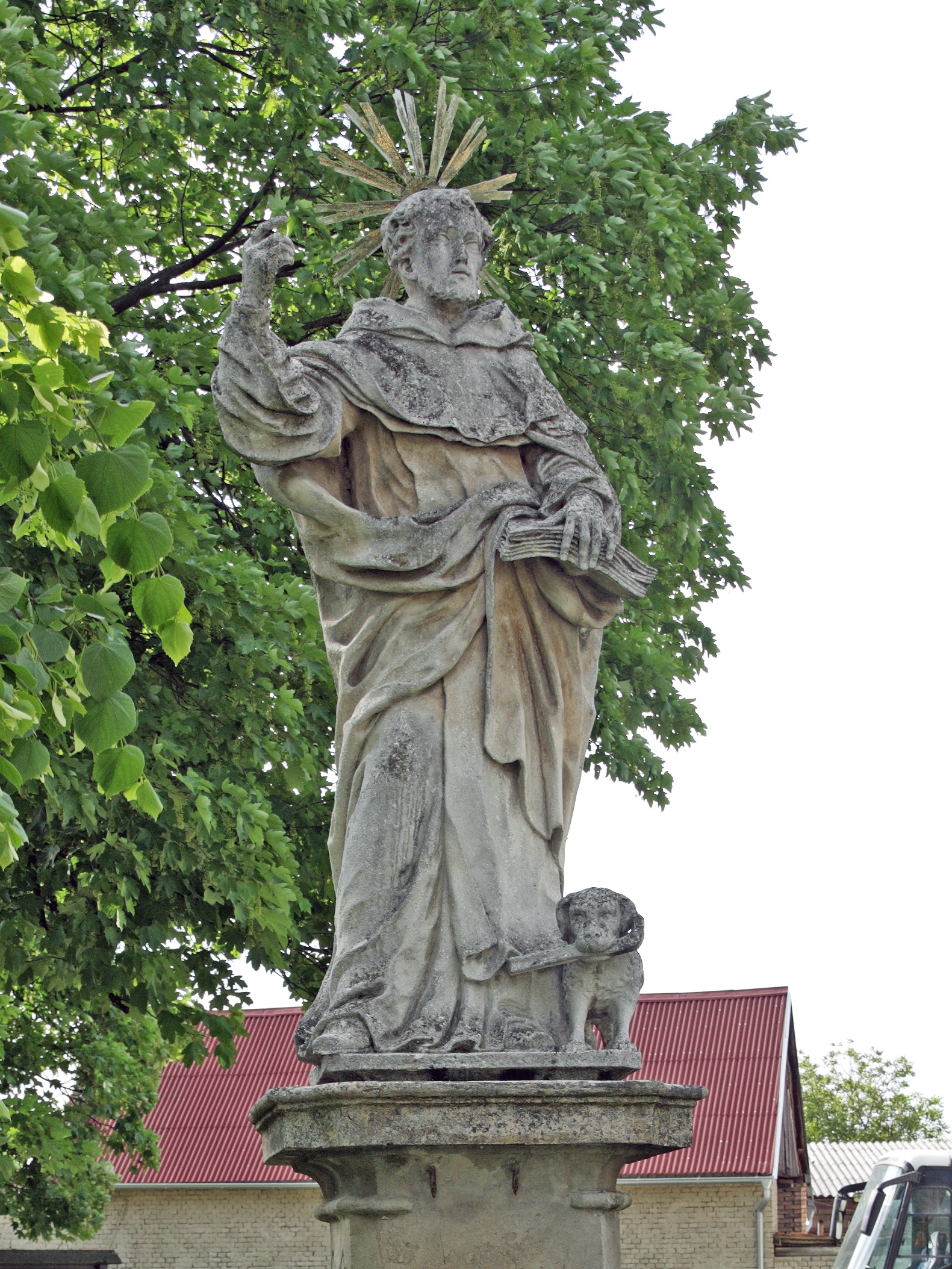
socha svatého Dominika
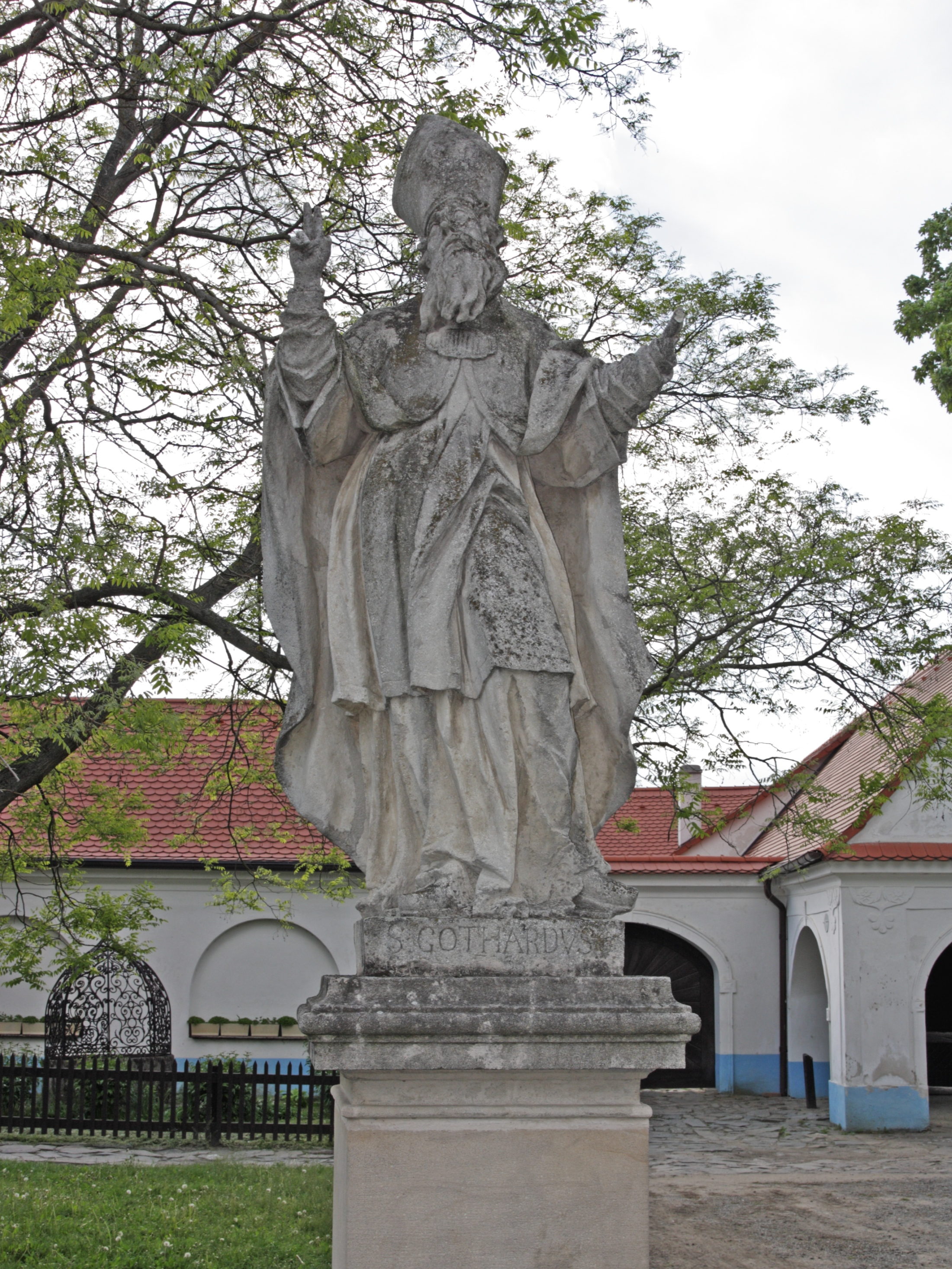
socha svatého Gotharda
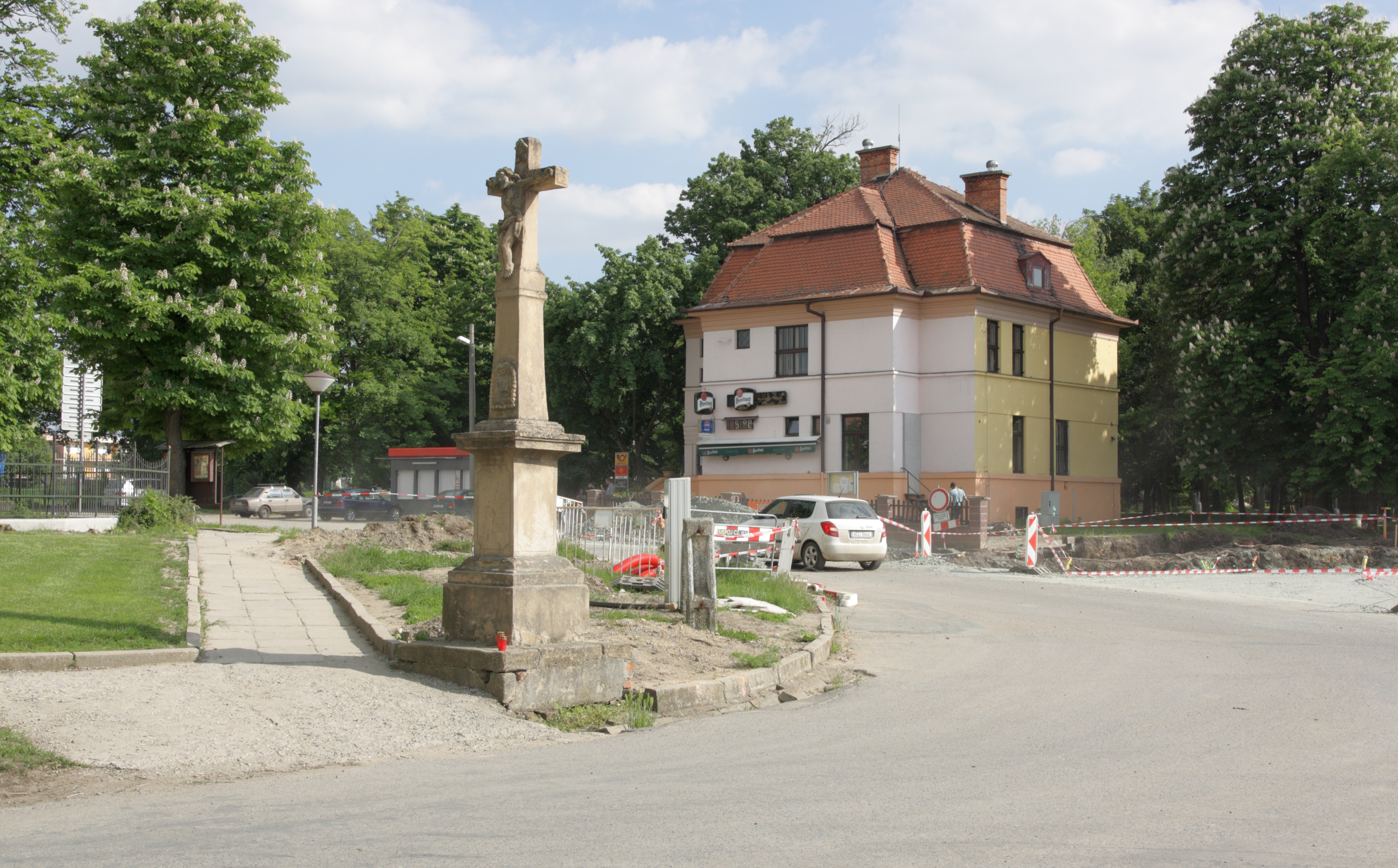
náves s Napoleonským křížem